# Gali Atari
Avigail Atari (Rehovot, 29 dicembre 1953) è una cantante e attrice israeliana.
Ha vinto l'Eurovision Song Contest 1979 assieme al gruppo Milk & Honey con Hallelujah. Sorella di Yona Atari, una cantante e attrice, e di Shosh Atari conduttore radiofonico e personaggio televisivo.

## Carriera
La sua prima apparizione sulla scena internazionale risale al 1971, quando ha rappresentato Israele al World Popular Festival della Canzone in Giappone con le canzoni "All free" e "Give love away". La Atari ha partecipato di nuovo al concorso nel 1976, questa volta con la canzone "The same old game".
Nel 1978, la Atari esegue la canzone "Nesich hachlomot" (Principe dei sogni), insieme con Zvi Bums e Udi Spielman, al Festival HaZemer Ha'ivri, manche israeliana di qualificazione per l'Eurovision Song Contest piazzatandosi al terzo posto. Di nuovo nel 1979, questa volta come vocalist femminile con il gruppo Milk and Honey. Vincono Eurovision Song Contest del 31 marzo a Gerusalemme con la canzone Hallelujah. Il brano diventa un successo europeo.
La Atari non rimane però con il gruppo per molto tempo e torna presto alla carriera da solista.
Nel 1979 recita nel film israeliano Dizengoff 99.

## Discografia
- Milk & Honey with Gali, 1978
- Take Me Home, 1981
- Riding on the Wind, 1984
- Emtza September, 1986
- One Step More, 1988
- Genesis, 1989
- A collection, 1991
- The Next Day, 1992
- Signs, 1994
- Glida, 1998
- Songs that will Bring you Love, 2001
- Embrace Me, 2003